# Orden vectorial
El orden vectorial es la relación de orden utilizada para ordenar vectores.
Sean {\displaystyle (A,\leq _{A})} y {\displaystyle (B,\leq _{B})} los conjuntos {\displaystyle A\,} y {\displaystyle B\,} ordenados, respectivamente, mediante las relaciones de orden {\displaystyle \leq _{A}} y {\displaystyle \leq _{B}}, entonces el orden vectorial {\displaystyle \leq } se define en {\displaystyle A\times B} como:
{\displaystyle \forall (a,a')\in A,\forall (b,b')\in B:}
{\displaystyle (a,b)\leq (a',b')\ \Longleftrightarrow a\leq _{A}a'\ \land \ b\leq _{B}b'}
Este orden es el que permite ordenar a los vectores en un espacio vectorial.
- Datos: Q6052197